# Chabrillan
Chabrillan ist eine französische Gemeinde mit 755 Einwohnern (Stand: 1. Januar 2022) im Département Drôme in der Region Auvergne-Rhône-Alpes. Sie gehört zum Arrondissement Die und zum Kanton Crest. Die Bewohner werden Chabrillanais und Chabrillanaises genannt.
Die Gemeinde erhielt 2022 die Auszeichnung „Eine Blume“, die vom Conseil national des villes et villages fleuris (CNVVF) im Rahmen des jährlichen Wettbewerbs der blumengeschmückten Städte und Dörfer verliehen wird.

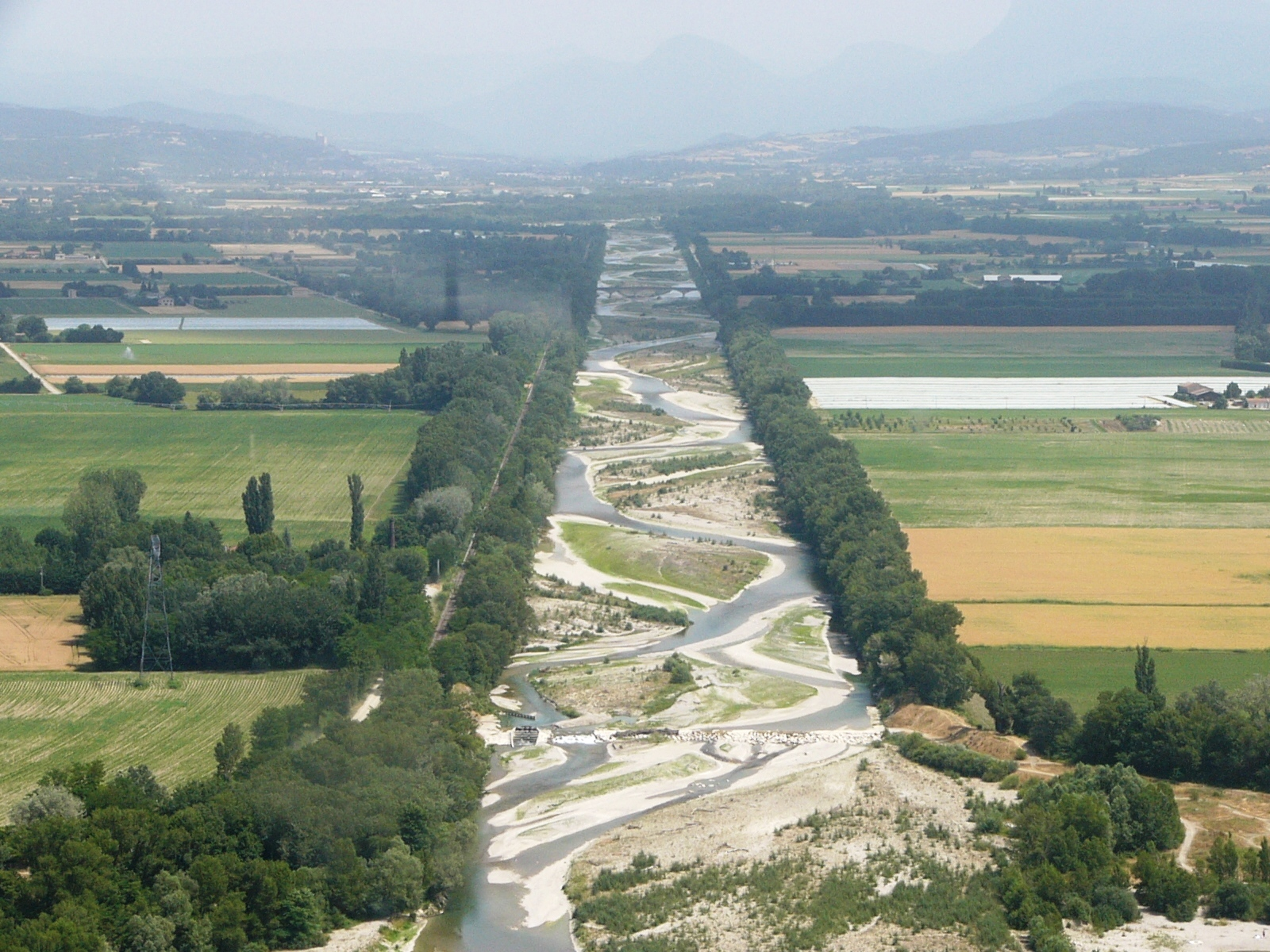
Drôme im Naturschutzgebiet

Die Gemeinde grenzt im Nordwesten an Allex (Berührungspunkt), im Norden an Eurre, im Nordosten an Crest (Berührungspunkt), im Osten an Divajeu, im Süden an Autichamp, im Südwesten an La Roche-sur-Grane und im Westen an Grane. Die Drôme fließt im Norden der Gemeinde. Dort bildet das Gemeindegebiet einen Teil des Nationalen Naturschutzgebiets Ramières du Val de Drôme.

## Bevölkerungsentwicklung
| Jahr                       | 1962 | 1968 | 1975 | 1982 | 1990 | 1999 | 2007 | 2018 |
| -------------------------- | ---- | ---- | ---- | ---- | ---- | ---- | ---- | ---- |
| Einwohner                  | 519  | 474  | 494  | 544  | 629  | 608  | 654  | 736  |
| Quellen: Cassini und INSEE |      |      |      |      |      |      |      |      |

## Sehenswürdigkeiten
- Schlossruine Chabrillan, Monument historique – 1150 erstmals erwähnt, seit 1650 in Privatbesitz und wird seit 1926 als historisches Denkmal vom französischen Kulturministerium aufgeführt.
- Kirche St. Julien aus dem 15. Jahrhundert
- Stadtbefestigung aus dem 14. Jahrhundert
- Kirche Saint-Pierre, seit 1862 als Monument historique klassifiziert

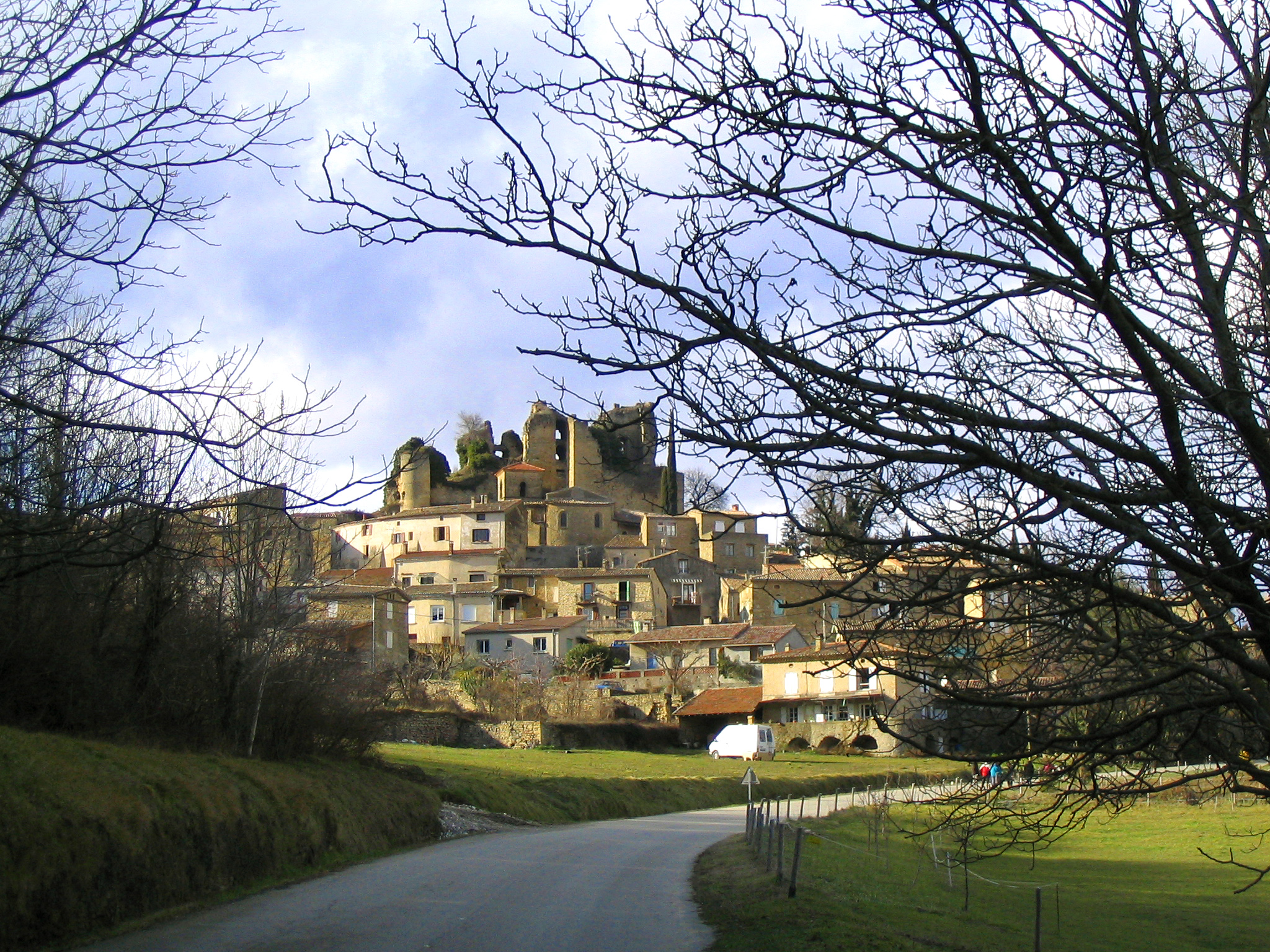
Das Schloss Chabrillan
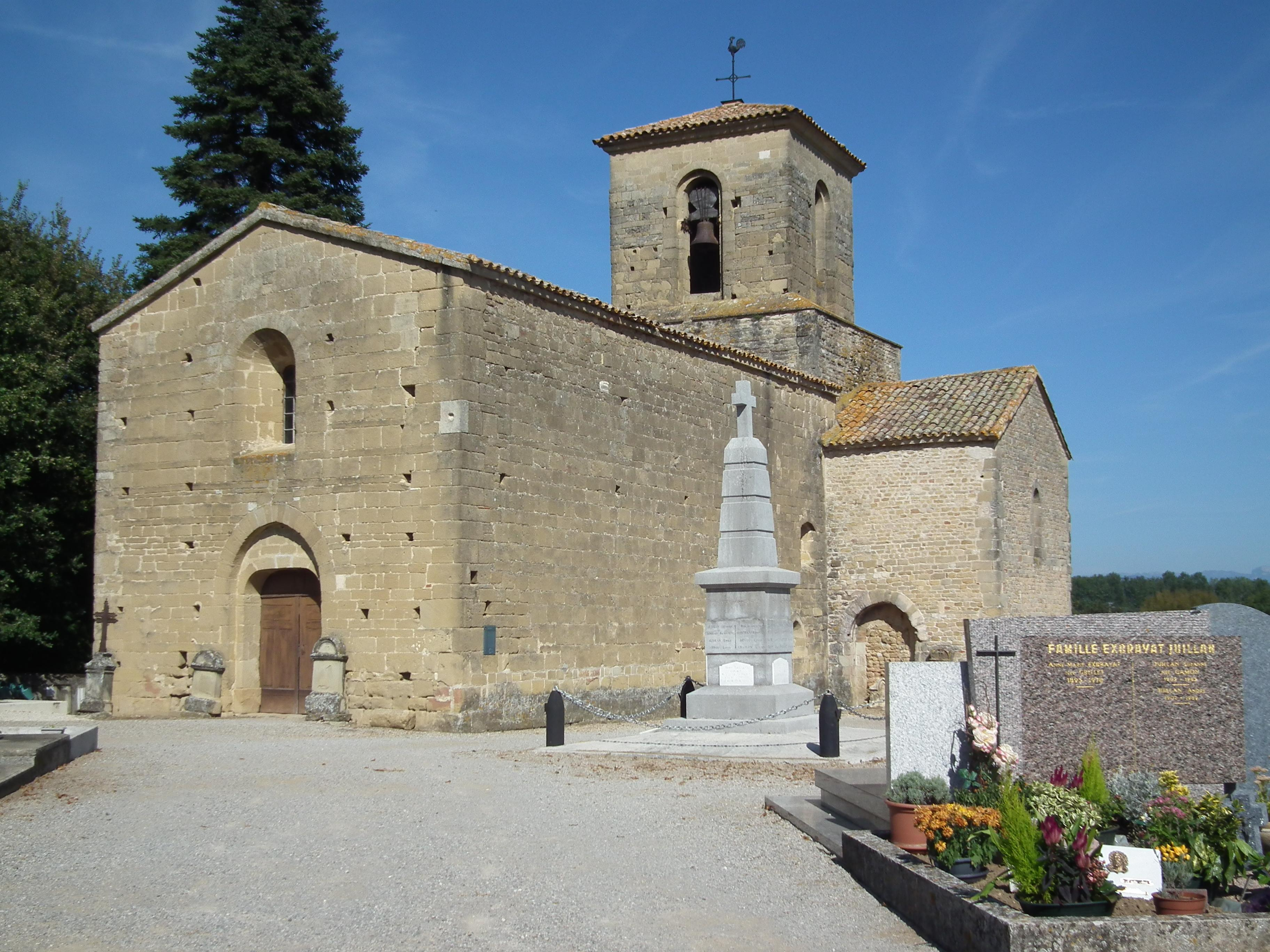
Kirche Saint-Pierre